# Fluminense EC
Fluminense EC is een Braziliaanse voetbalclub uit Teresina in de staat Piauí.

## Geschiedenis
De club werd opgericht in 1938 als "Automobile Sports Club" door een groep taxi-chauffeurs. Pas op 5 januari 1949 werd op voorstel van Belchior da Silva Barros de naam van de club veranderd van Automóvel in Fluminense. De club die nog steeds Automobile Sports Club heet maakte zijn debuut in het kampioenschap Piauiense, in 1943. De club speelde als amateurclub reeds in het Campeonato Piauiense. Nadat deze een profcompetitie werd in 1963 speelde de club in 1967 voor het eerst als profclub in de competitie en speelde er tot 1972. Na een afwezigheid van twee jaar keerde de club terug van 1975 tot 1977. Hierna werd de club terug een amateurclub. Ze zijn voornamelijk actief als jeugdclub.
In 2020 maakte de club zijn rentree in het profvoetbal en werd meteen kampioen waardoor ze promotie konden afdwingen. De club eindigde in 2021 na de reguliere competitie tweede na Altos en speelde de titelfinale, die ze verloren. 

## Erelijst
Campeonato Piauiense Segunda Divisão
1967, 2020